# Forța Expediționară Rusă din Franța

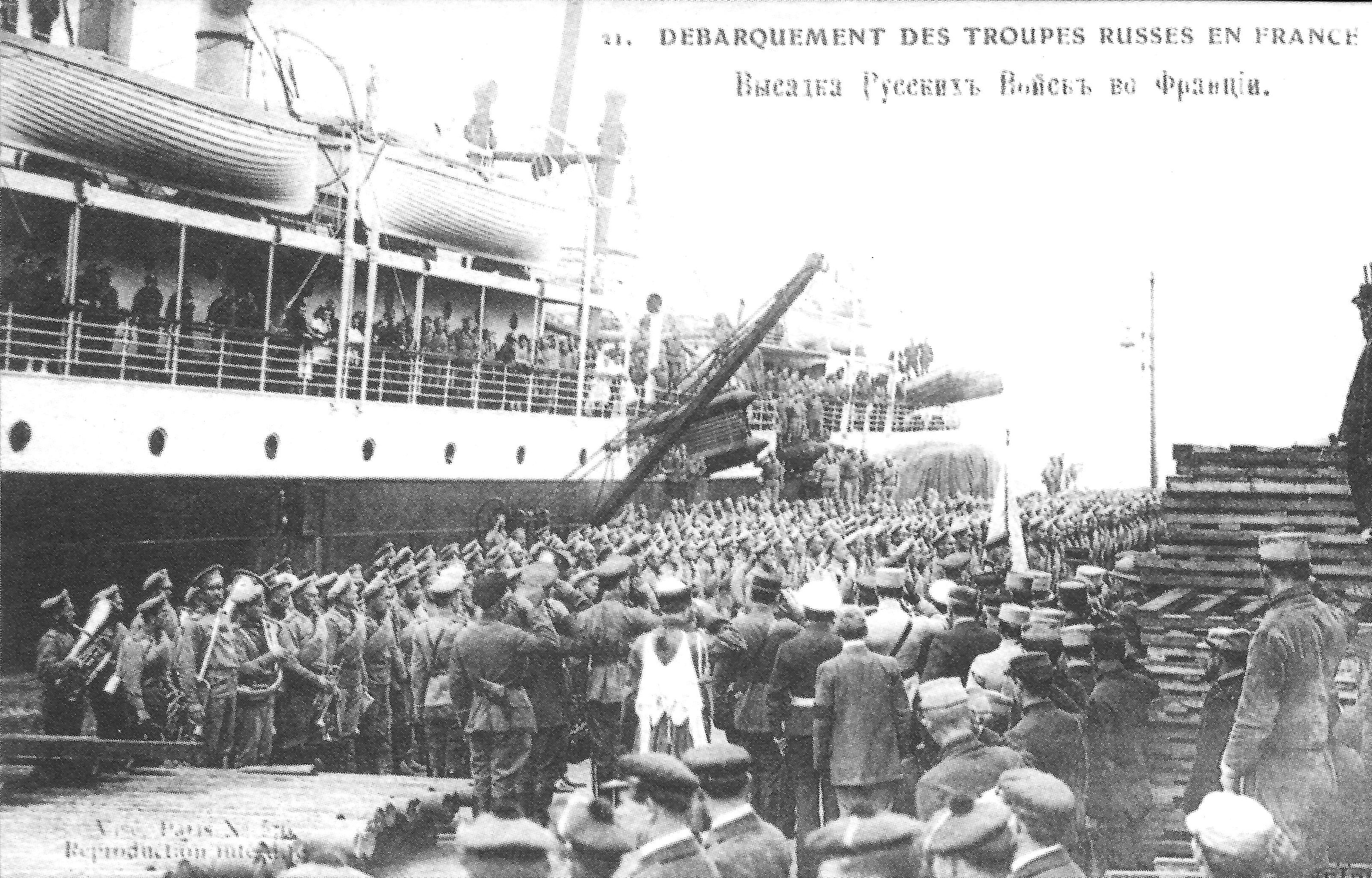
Trupe rusești în Marsillia debarcându-se de pe nava Himalaya

Forța Expediționară Rusă (franceză Corps Expéditionnaire Russe en France) a fost o forță militară din Primul Război Mondial trimisă în Franța de către Imperiul rus. În 1915 francezii au cerut ca trupele ruse să fie trimise pentru a lupta alături de armata lor de pe Frontul de Vest. Inițial au cerut 300.000 de oameni, un număr nerealist de mare de soldați, bazându-se probabil pe supozițiile legate de rezervele „nelimitate” ale Rusiei. Generalul Mihail Alekseev, Șeful Statului Major Imperial, s-a opus trimiterii oricăror trupe rusești, deși Nicolae al II-lea a fost în cele din urmă de acord să trimită o unitate de brigadă. Prima brigadă Specială rusă a debarcat în cele din urmă la Marsilia, în aprilie 1916. O a doua brigadă specială a fost, de asemenea, trimisă să lupte alături de alte formațiuni Aliate pe Frontul din Macedonia, în nordul Greciei. În Franța, Prima Brigada a participat la Ofensiva Nivelle. Însă veștile legate de Revoluția Rusă din 1917 au contribuit la starea de demoralizare a Armatei franceze survenite în urma eșecului acelei ofensive. Ulterior, Brigăzile 1 și 3 au participat la valul de revolte care se răspândea în Franța. Prima brigadă a fost în final desființată înainte de sfârșitul anului. Cu toate acestea, Legiunea de Onoare Rusă (franceză Légion d’Honneur Russe) a Primei Divizii Marocane a continuat să mențină o prezență rusă în vest până la Armistițiul din 11 noiembrie 1918.